# أليسيا هايدوك مانيل
أليسيا هايدوك مانيل (بالإنجليزية: Alicia Munnell)‏ (و. 1942 – م)هي عالمة اقتصاد من الولايات المتحدة الأمريكية .
وهي عضوة في الحزب الديمقراطي الأمريكي .

## التعليم
تعلمت في جامعة بوسطن، وجامعة هارفارد.